# 高木薬品 (北海道)
高木薬品株式会社（たかぎやくひん）は、北海道函館市末広町9-9に本社を置き、主として医薬品の卸売を行う会社であった。1991年4月に、眞鍋薬品他と合併し「株式会社バレオ」になる。現在は、「[株式会社ほくやく」である。

## 概要
- 資本金　2,500万円
- 代表取締役社長　高木常吉

## 沿革
- 1950年1月　高木幸作が北海道函館市曙町(現:元町)に創業　社名は高木薬品株式会社
- 1956年12月　本社を東浜町(現:末広町)に移転
- 1969年6月　札幌営業所を開設
- 1970年　　 苫小牧連絡所を開設
- 1978年5月　高木常吉が社長就任
- 1980年7月　眞鍋薬品株式会社と仕入れを全面提携
- 1990年1月　寿原薬粧函館支店の医薬品卸部門を譲受
- 1990年11月　本社を函館市昭和3丁目35-21に新築移転
- 1991年4月 眞鍋薬品、大槻中央薬品、寿原薬粧、多田薬品、帯広眞鍋薬品と合併し、丸一斎藤から営業を譲り受けて、社名を株式会社バレオに商号変更

## 主な取引メーカー
- 武田薬品工業
- 藤沢薬品
- 日本新薬
- 大日本製薬

## 営業所
- 北海道札幌市東区北15条東5丁目2280